# Гегакар
Гегакар (вірм. Գեղաքար) — село в марзі Гегаркунік, на сході Вірменії. Село розташоване за 10 км на південний захід від міста Варденіс та за 6 км на південь від села Карчахбюр.